# Pied (mollusque)
Pour les articles homonymes, voir Pied et Sole (homonymie).

Plan d'organisation d'un mollusque ancestral hypothétique qui a l'aspect d'une patelle allongée dans le sens antéro-postérieur : il comprend trois régions (la tête qui porte la bouche et les organes sensoriels, le pied ventral, et la masse viscérale dorsale enveloppée en totalité ou en partie par le manteau qui secrète dorsalement la coquille).

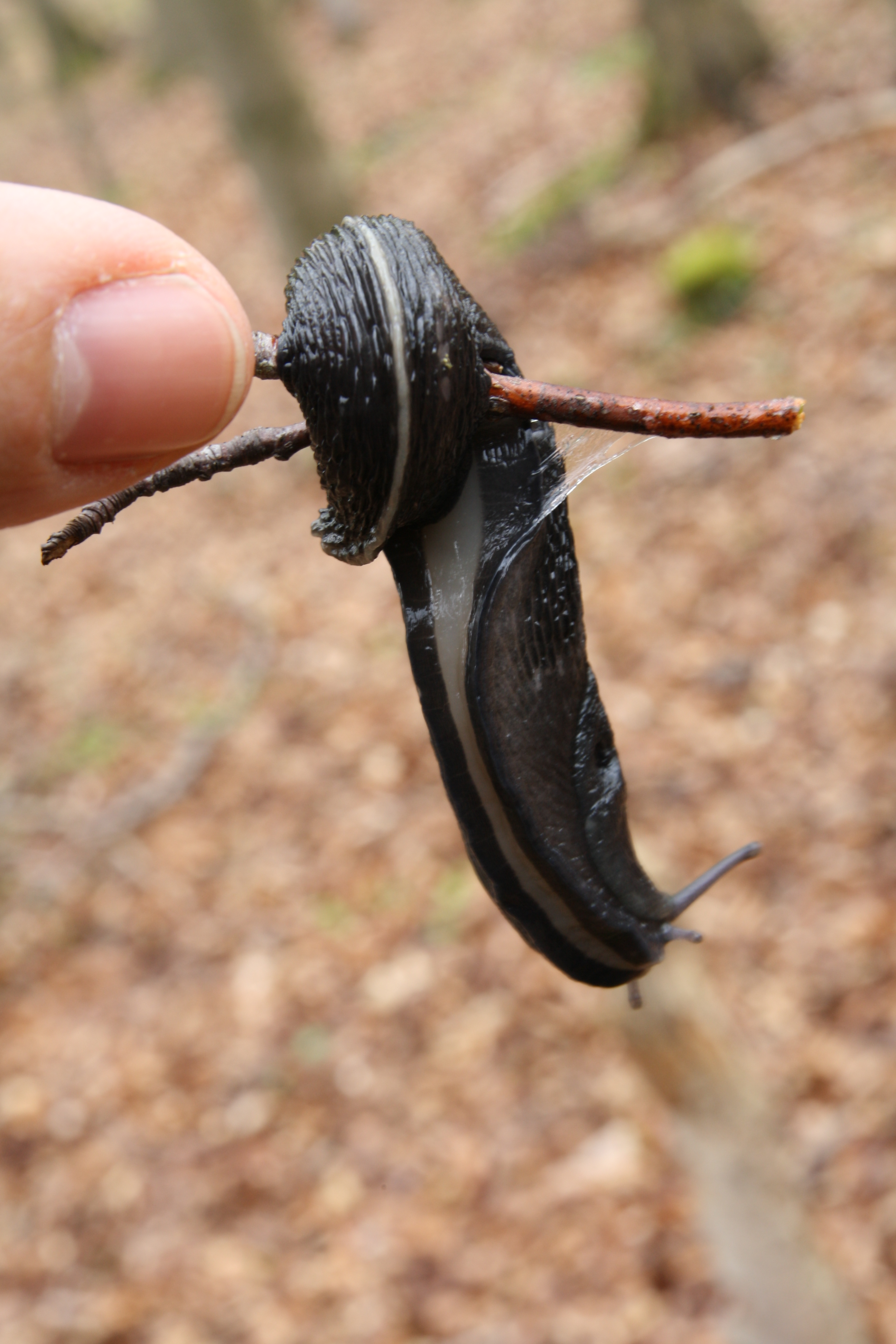
Sole bicolore caractéristique de Limax cinereoniger, la grande limace noire.

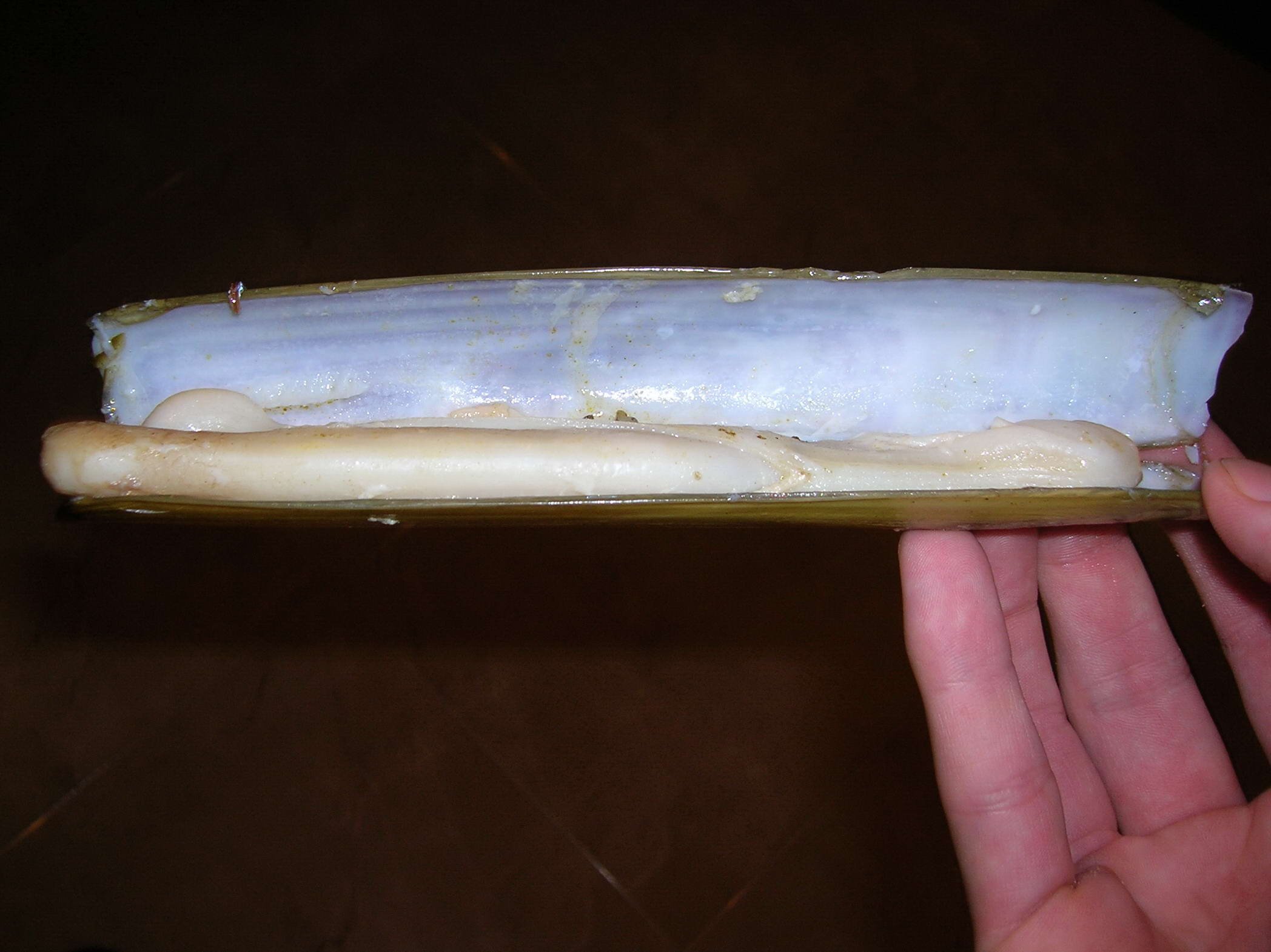
Chez les bivalves fouisseurs (ici un couteau dont le pied forme un organe allongé et conique), c'est la contraction des valves et le mouvement de leur pied puissant qui permettent de creuser et d'expulser le sable en surface.

Le pied (appelé sole pédieuse ou sole de reptation chez les Gastéropodes et les chitons), est la masse musculeuse ventrale chez les Mollusques. Organe multifonctionnel qui fonctionne comme un capteur (présence de statocystes, invaginations épithéliales qui servent à équilibrer l'individu) et un organe locomoteur, il présente une grande diversité de taille et de forme, en lien avec son rôle variable : reptation (chez les Monoplacophores, les Polyplacophores, les Solénogastres et certains Gastéropodes), enfouissement chez les bivalves fouisseurs, adhésion au substrat par une ventouse (gastéropodes fixés, chitons, Scaphopodes) ou un byssus, nage par réaction chez les céphalopodes (grâce au siphon propulseur qui résulte de l'évolution du pied) ou nage par ondulation chez des gastéropodes marins, exploration, préhension et prédation chez les céphalopodes (grâce aux tentacules résultant de l'évolution des bords du pied entourant la tête). Le pied est secondairement perdu dans certaines classes de mollusques (Caudofovéates et plusieurs Bivalves).

## Hydrosquelette
Chez les gastéropodes, le pied est constitué de muscles (plus précisément des hydrostats musculaires), dont les mouvements en « vagues » ou ondes de contraction permettent la reptation. Chez les autres mollusques, l'enfouissement et la locomotion (nage par ondulation grâce aux nageoires souples chez les gastéropodes marins, nage par réaction grâce à l'entonnoir du pied chez les céphalopodes) est assurée par les forces générées par les hydrostats musculaires sur l'hydrosquelette dans lequel l'hémolymphe (liquide incompressible) remplit l'hémocœle du pied.

## Chez les Mollusques Gastéropodes
La sole pédieuse est la partie du pied musculeux, large, plat et développé qui est en contact avec le substrat. La locomotion est assurée par des ondes de contraction, qui parcourent la sole de reptation, et favorisée le battement des cils et la sécrétion d'un mucus mucus lubrifiant, qui laisse souvent une trace caractéristique.
Ce mucus, également appelé bave, est produit par des glandes de la sole (en), et constitue un gel aux propriétés visco-élastiques particulières, qui le font appartenir aux fluides non newtonniens thixotropes. Il permet à l'animal de coller au substrat lorsqu'il est immobile, et d'adhérer ainsi à des surfaces verticales ou en surplomb, et en même temps le laisse se déplacer : lors des mouvements musculaires, le mucus se liquéfie à certains endroits, permettant au pied de glisser millimètre par millimètre, puis les liaisons moléculaires du mucus se reforment immédiatement, entraînant à nouveau l'adhésion. Cette thixotropie est si rapide qu'elle peut être considérée comme de la rhéofluidification. Lors du déplacement, les ondes musculaires partent de l'arrière du pied et se propagent vers l'avant. Le mucus a encore d'autres propriétés : il protège l'escargot de la déshydratation, des rayons infra-rouges, des maladies (propriétés antibiotiques et antifongiques) et des prédateurs.
L'observation de la sole peut s'avérer utile à l'identification, notamment des limaces.